# Calamaria hilleniusi
Calamaria hilleniusi е вид змия от семейство Смокообразни (Colubridae). Видът не е застрашен от изчезване.

## Разпространение и местообитание
Разпространен е в Индонезия (Калимантан) и Малайзия (Сабах и Саравак).
Обитава национални паркове, гористи местности и крайбрежия.